# День Незалежності з Махном
Музи́чно-літерату́рний андеґра́ундовий фестива́ль «День Незале́жності з Махно́м» — щорічний фестиваль, що проводився на батьківщині Нестора Махна у місті Гуляйполі Запорізької області 24—25 серпня, який був приурочений до святкувань Дня Незалежності України. 
Перший фестиваль відбувся 24—25 серпня 2006 року. Ініціатором фестивалю та головним режисером є громадський та культурний  діяч Олесь Доній, організатором — мистецьке об'єднання «Остання Барикада».

## Мета фестивалю
Організатори фестивалю поставили за мету відродити максимально демократичні відзначення Дня Незалежності як свята, що об'єднує переважну більшість українських громадян, оскільки зараз воно набуло вже такої кількості ознак офіціозу, що поступово перестає бути справді народним святом. Гасло фестивалю: 
«Чинуші святкують у Києві, а справжні українці їдуть у Гуляйполе»

## Програма та учасники

### 2006
Фестиваль не отримав жодних формальних дозволів від влади, тому перший фестиваль відбувся всупереч всім можливим заборонам.
Ввечері відбулася основна подія дня — рок-концерт, в якому виступили гурти «Русичі» (м. Білгород-Дністровський), «Хорта» (м. Запоріжжя), «Транс-Формер» (м. Полтава),  «П@П@ Карло (м. Харків)», «Перлина Степу» (м. Київ), «Арахнофобія» (м. Полтава), «Вертеп» (м. Дніпро), «Вася Club» (м. Київ), «Мертвий півень» (м. Львів) та «Кому вниз» (м. Київ). Проте фестивальний день на цьому не завершився. Вночі його продовжили барди під час так званої «бардівської ватри». Едуард Драч, Анатолій Сухий (гурт «Рутенія»), Олександр Музика та гурт «За вікном», Руслан Гетьман, Сергій Буланий, Олексій Бик, Олексій Бондаренко (гурт «Вертеп») та Костянтин Павляк (Кока Черкаський) біля вогнища співали для тих, кому не спалося.
Літератори виступали з тачанок, які були заздалегідь привезені з Києва та проводили «Махновські читання». Брали участь: Сергій Жадан, Сергій Пантюк, Світлана Поваляєва, Юрко Покальчук, Лесь Подерв'янський, Лесь Ульяненко.

### 2007
За словами голови Мистецького об'єднання «OstаNNя Барикада» Олеся Донія:
|  | «Цьогорічний фестиваль буде гідно продовжувати закладені у минулому році традиції — буде весело, голосно та андеґраундово». |

У «Махновських читаннях» брали участь письменники та поети:
- Світлана Поваляєва
- Сергій Пантюк
- Дмитро Білий
- Павло Вольвач
- Анатолій Дністровий
- Андрій Кокотюха
- Олег Соловей
- Назар Федорак
- Сашко Ушкалов
- Ірена Карпа
- Дмитро Лазуткін
- Олександр Корж

У музичній частині брали участь гурти:
- «Чорнобривці»
- «Quarpa»
- «Борщ»
- «ТІК (гурт)»
- «Ot Vinta»
- «Мертвий півень»
- «Mad Heads XL»
- «Танок на майдані Конго»
- «Вій»

### 2008
Розмахуючи чорними прапорами гурт анархістів-культуристів розтягнувся на половину центральної вулиці Гуляйполя. Через 90 років після пострілів Нестора Махна, у місті знову було чутно звуки взаємодії кулі та пороху в барабані револьвера. Так починалася операція під кодовою назвою «Махнофест-2008», по насадженню неформальної культури у маси.

### 2009
Ведучим фестивалю був обраний Артем Полежака. Це був його перший досвід ведення мистецьких акцій.
На фестивалі відбулося Махновське весілля. Одружилися поетеса Аліна Сваровскі та журналіст Віталій Селик.

### 2010
Через фінансові та політичні труднощі був проведений у дружній атмосфері поблизу Києва під назвою «Махнофестик».